# Forcipomyia statirae
Forcipomyia statirae är en tvåvingeart som beskrevs av Meillon 1936. Forcipomyia statirae ingår i släktet Forcipomyia och familjen svidknott. Inga underarter finns listade i Catalogue of Life.